# Gypsophila (vogel)
Gypsophila (sluiptimalia's) is een geslacht van zangvogels uit de familie Pellorneidae. De wetenschappelijke naam van het geslacht is voor het eerst geldig gepubliceerd in 1883 door Oates.

## Soorten
De volgende soorten zijn bij het geslacht ingedeeld:
- Gypsophila annamensis  – Annammergelsluiptimalia
- Gypsophila brevicaudata  – Kortstaartsluiptimalia
- Gypsophila calcicola  – Rosse mergelsluiptimalia
- Gypsophila crassa  – Bergsluiptimalia
- Gypsophila crispifrons  – Variabele mergelsluiptimalia
- Gypsophila rufipectus  – Sumatraanse sluiptimalia